# 중앙도서관 (안동시)
중앙도서관은 경상북도 안동시에 있는 공립 도서관이다.

## 연혁
- 2020년 11월 10일 개관.